# Camagna Monferrato
Camagna Monferrato là một đô thị ở tỉnh Alessandria trong vùng Piedmont của Italia, có vị trí cách khoảng 60 km về phía đông của Torino và khoảng 20 km về phía tây bắc của Alessandria. Tại thời điểm ngày 31 tháng 12 năm 2004, đô thị này có dân số 546 người và diện tích là 9,4 km².
Đô thị Camagna Monferrato có các frazioni (các đơn vị cấp dưới, chủ yếu là các làng) Stramba and Regione Bonina.
Camagna Monferrato giáp các đô thị: Casale Monferrato, Conzano, Cuccaro Monferrato, Frassinello Monferrato, Lu, Rosignano Monferrato, và Vignale Monferrato.